# Екзархат святих Кирила і Методія в Торонто
Екзархат святих Кирила і Методія в Торонто (лат. Exarchatus Sanctorum Cyrilli et Methodii Torontini ritus Byzantini, словац. Exarchát svätých Cyrila a Metoda v Toronte) — екзархат Піттсбурзької митрополії Русинської греко-католицької церкви з центром у місті Торонто, Канада.
Юрисдикція екзархату святих Кирила і Методія поширюється на всю територію Канади. Катедральним собором екзархату святих Кирила і Методія є собор Преображення Господнього в місті Торонто.

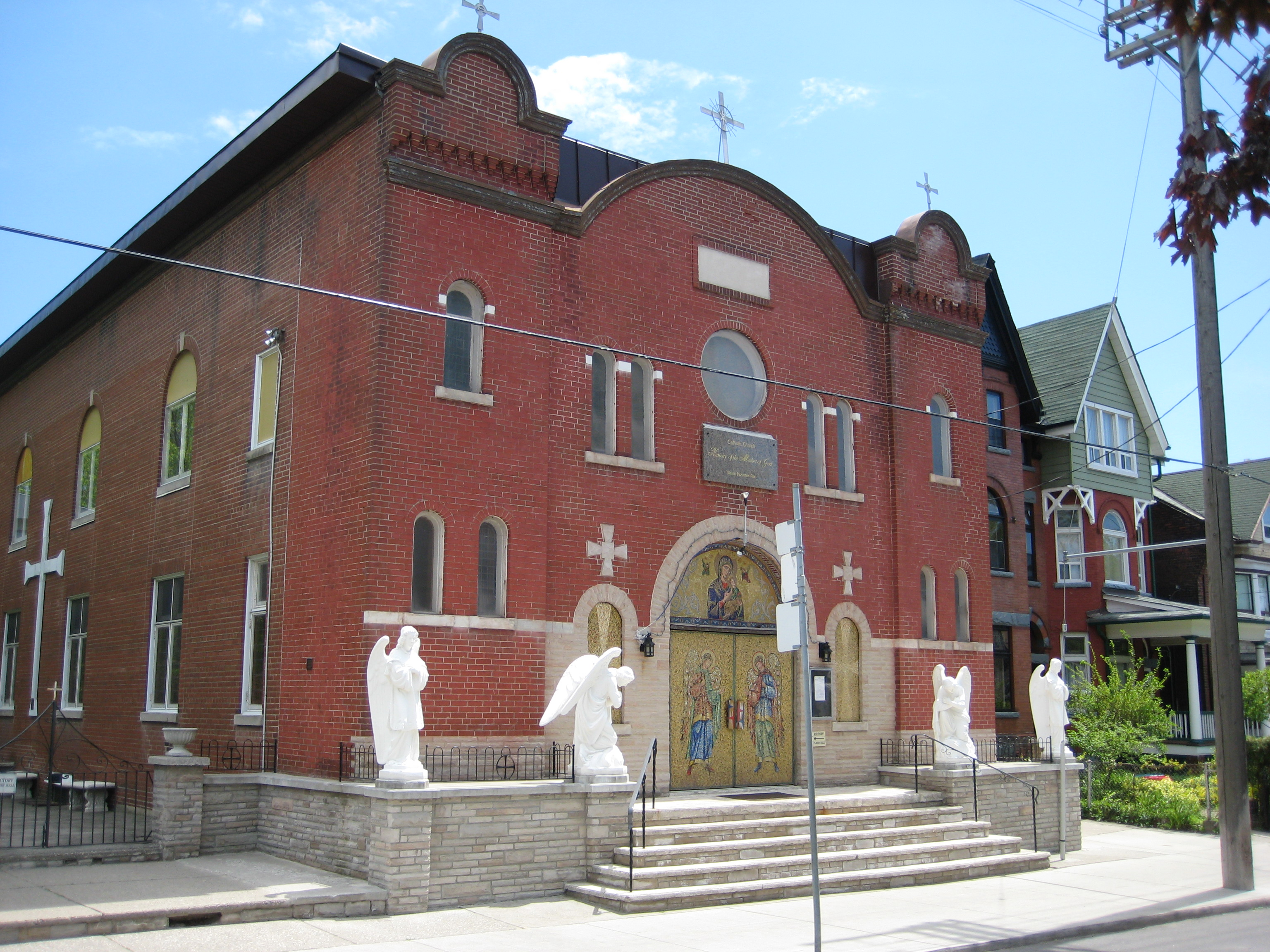
Собор Різдва Пресвятої Богородиці

## Історія
13 жовтня 1980 року Святий Престол заснував для словаків греко-католиків єпархію святих Кирила і Методія в Торонто.
У 1984 році Папа Римський Іван Павло II освятив новий катедральний собор Преображення Господнього в Торонто, однак через розбіжності між ординарієм єпархії єпископом Джоном Стефаном Пазаком і приватним фондом, що не передав єпархії новий храм, з 2006 року кафедральним собором вважається церква Різдва Пресвятої Богородиці.
3 березня 2022 року єпархія була зредукована до рангу екзархату, який перейшов під юрисдикцію Русинської греко-католицької церкви.

## Єпископи
- єпископ Михайло Руснак, ЧНІ (13 жовтня 1980 — 11 листопада 1996)
  - о. Джон Фецтко, ЧНІ — Апостольський адміністратор (22 листопада 1996 — 2 грудня 2000)
- єпископ Джон Стефан Пазак, ЧНІ (2 грудня 2000 — 7 травня 2016)
  - єпископ Джон Стефан Пазак, ЧНІ — апостольський адміністратор (7 травня 2016 — 5 липня 2018)
- єпископ Маріан Андрей Пацак, ЧНІ (5 липня 2018 — 20 жовтня 2020)
- єпископ Курт Барнетт — апостольський адміністратор (з 20 жовтня 2020)